# Gunnar Källén
Anders Olof Gunnar Källén, född 13 februari 1926 i Kristianstad, död 13 oktober 1968 i Hannover, var en svensk teoretisk fysiker och professor vid Lunds universitet. Han var bror till embryologen Bengt Källén och far till läkaren och författaren Kristina Källén.
Källén disputerade i Lund 1950  och arbetade mellan 1952 och 1957  på CERN:s teoretiska division, som då fanns på Niels Bohr-institutet i Köpenhamn. Han arbetade även på NORDITA 1957–1958 och tillträdde därefter en professur i Lund.
Källéns forskning behandlade kvantfältteori och elementarpartikelfysik. Han utvecklade bland annat den så kallade Källén-Lehmann-representationen av korrelationsfunktioner i kvantfältteorin och gjorde bidrag till kvantelektrodynamiken, speciellt inom renormering. Han arbetade även med den axiomatiska formuleringen av kvantfältteorin vilket ledde till bidrag till teorin om funktioner av flera komplexa variabler. 
Han skrev 1964 en lärobok i partikelfysik som var mycket populär. Han skrev också 1958 Handbuch der Physiks bidrag om kvantelektrodynamik, vilket publicerades postumt på engelska 1972.
Källén invaldes 1966 som ledamot av Kungliga Vetenskapsakademien.
Källén omkom i en flygolycka när planet han flög havererade utanför Hannover i Tyskland. Hans två passagerare, en av dem hans fru, överlevde haveriet. I sin dödsruna över Källén skrev fysikern Arthur Wightman om en av Källéns artiklar att "I still remember the impact of the Helvetica Physica Acta paper of 1953. At that time I was trying to puzzle out the grammar of the language of quantum field theory, and here was Källén already writing poetry in the language!". Makarna Källén är begravda på Norra kyrkogården i Lund.